# Saturnales (Macrobe)
Ne doit pas être confondu avec Saturnales.
Les Saturnales (latin : Saturnaliorum Libri Septem, Sept livres des Saturnales) est une œuvre écrite c. 400 après J.-C. par Macrobe. Les Saturnales consistent en un compte-rendu des discussions tenues chez Vettius Agorius Praetextatus pendant les vacances des Saturnales. « L'œuvre prend la forme d'une série de dialogues entre hommes savants lors d'un banquet fictif au cours duquel ils discutent d'antiquités, d'histoire, de littérature, de mythologie et d'autres sujets. ». On tente peu de donner un caractère dramatique au dialogue ; dans chaque livre, un personnage occupe la première place et les remarques des autres ne sont que des occasions de susciter de nouvelles démonstrations d'érudition.

## Contenu
Le premier livre est consacré à une enquête sur l'origine des saturnales et des fêtes de Janus, ce qui conduit à une histoire et à une discussion du calendrier romain, ainsi qu'à une tentative de dériver toutes les formes de culte de celle du Soleil. 
Le deuxième livre commence par une collection de bons mots, à laquelle tous les présents apportent leur contribution, nombre d’entre eux étant attribués à Cicéron et à Auguste ; une discussion sur divers plaisirs, en particulier des sens, semble alors avoir eu lieu, mais presque tout cela est perdu. 
Les troisième, quatrième, cinquième et sixième livres sont consacrés à Virgile, insistant respectivement sur ses connaissances en matière de religion, son habileté rhétorique, sa dette envers Homère (avec une comparaison de l'art des deux) et d'autres écrivains grecs, et nature et l'étendue de ses emprunts aux premiers poètes latins. La dernière partie du troisième livre est consacrée à une thèse sur le luxe et les lois somptuaires destinées à la vérifier, ce qui est probablement une partie déplacée du second livre. 
Le septième livre est en grande partie consacré à la discussion de diverses questions physiologiques. 
La valeur première de l’œuvre réside dans les faits et les opinions cités par des auteurs précédents. La forme des Saturnales est copiée du Banquet de Platon et des Nuits attiques  d'Aulu-Gelle ; les principales autorités (dont les noms ne sont toutefois pas cités) sont Aulu-Gelle, Sénèque le philosophe, Plutarque (Quaestiones conviviales ), Athénée et les commentaires de Servius et d'autres sur Virgile.

## Éditions et traductions
- Macrobe, Saturnales, t. 2, livres 2 et 3, B. Goldlust (l. 2 et 3), Y. Berthelet, N. Cavuoto-Denis, Th. Guard, B. Poulle et C. Sensal (l. 3), Paris, CUF, 2021.
- Robert A. Kaster (ed. ), Macrobius: Saturnales. Bibliothèque classique Loeb 510-512. Cambridge, MA / Londres: Harvard University Press, 2011. 3 volumes.
- Percival Vaughan Davies (trad. ), Macrobius: Les Saturnales. New York: Columbia University Press, 1969.
- (la) Ambrosius Aurelius Theodosius Macrobius, Seven Books of the Saturnalia: Codex from the Plutei Collection of the Biblioteca Medicea Laurenziana in Florence, World Digital Library, 1400s (lire en ligne)